# 日光湯元温泉スキー場
日光湯元温泉スキー場（にっこうゆもとおんせんスキーじょう）は、栃木県日光市湯元温泉にある東武興業が運営するスキー場である。

## 概要・沿革
奥日光の日光白根山麓の標高1450m - 1600mの地に設置のスキー場で、ゲレンデからは戦場ヶ原や中禅寺湖を見下ろせる。
湯元温泉周辺では、大正時代からスキーは親しまれていたが、スキー場としては1930年（昭和5年）がオープンの年となる。1933年（昭和8年）2月発刊の「國立公園案内」において「ゲレンデは狭いのでスキーヤーは少ないが、玄人による冬期スキー登山はにぎやかである。冬期営業の旅館も数軒ある」と紹介されている。1935年（昭和10年）2月9日 - 11日まで国立公園協会と同会栃木県支部共催の「国立公園スキーを楽しむ会」が開催され、初心者、婦人・子ども、山歩きツアーの3班計80名の参加があり湯元スキー場が注目された。大好評のため翌年も開催され87人が参加した。
1937年（昭和12年）、栃木県は帝室林野局から御料地3万632平方メートルを借り受け、貴賓室を備えた休憩室を整備した。1941年（昭和16年）7月に、2年後の1943年（昭和18年）2月4日 - 7日の日程で明治神宮国民錬成大会スキー大会の開催が決定し2年間で滑降、回転、ジャンプ台等の競技スキー対応の整備が進んだ。
1945年（昭和20年）、日光湯元スキーロッジが進駐軍に接収された、1947年（昭和22年）2月に「第1回関東地区スキー大会」が開催されたが、この時点ではロッジは接収されていた。1948年（昭和23年）、日光国立公園観光株式会社が設立され、湯元スキーロッジは同社が経営することとなった。
1956年（昭和31年）にリフトを開設
1974年頃は、国設日光湯元スキー場と称したが、1968年（昭和43年）の日光市広報では湯元温泉スキー場と記載されている。

## 施設
- リフト

1990年代後半時点でペアリフト2基（第1、第4）、シングルリフト2基（第2、第3）の計4基
2010年までにシングルリフトは撤去され、ペアリフト（第5）設置され、現在のペアリフト3基の構成となった。
- 日光湯元ロッヂ

軽食コーナー、レンタルスキー、リフト券発売所、スキースクール受付場
- カフェテリア湯元

コース中腹の無料休憩所でトイレと飲料の自販機が設置されている。

## コース
1970年代は上級者向けの第1ゲレンデと初級者中級者向けの第2ゲレンデがあったほか、北側に第3ゲレンデが予定されていた。1997年時点で第1ゲレンデは閉鎖され、第2ゲレンデのみが使用されている。初心者向けのA - Cコースと中級者向けのDコースの計4コース。このほか、旧第1ゲレンデの下部が、ソリ遊び用のチャイルド広場となっている。

## アクセス
- 日光線日光駅・東武日光線東武日光駅から東武バス日光の湯元温泉行で終点下車、徒歩10分程度。